# Oost-Saksisch voetbalkampioenschap 1908/09
In 1908/09 werd het zevende voetbalkampioenschap van Oost-Saksen gespeeld, dat georganiseerd werd door de Midden-Duitse voetbalbond. Dresdner SC werd kampioen en plaatste zich voor de Midden-Duitse eindronde. De club versloeg eerst FC Apelles Plauen en verloor dan met 7-2 van SC Erfurt 1895. 

## 1. Klasse
| Plaats | Club                       | Wed. | W | G | V | Saldo | Ptn. |
| ------ | -------------------------- | ---- | - | - | - | ----- | ---- |
| 1.     | Dresdner SC 1898           | 10   | 9 | 0 | 1 | 39:9  | 18:2 |
| 2.     | BC Sportlust 1900 Dresden  | 10   | 6 | 2 | 2 | 48:27 | 14:6 |
| 3.     | FV Sachsen 1900 Dresden    | 10   | 5 | 2 | 3 | 31:25 | 12:8 |
| 4.     | Dresdner FC Guts Muts 1902 | 10   | 2 | 2 | 6 | 19:40 | 6:14 |
| 5.     | Dresdner FC von 1893       | 10   | 2 | 2 | 6 | 22:39 | 6:14 |
| 6.     | FC Dresdensia 1898 Dresden | 10   | 1 | 2 | 7 | 14:33 | 4:16 |

|  | Kampioen, geplaatst voor Midden-Duitse eindronde |
|  | Degradatie play-off                              |

## Degradatie play-off
|             |                            |       |                          |  |
| 16 mei 1909 | FC Dresdensia 1898 Dresden | 3 - 1 | FC Habsburg 1906 Dresden |  |
| 16 mei 1909 |                            |       |                          |  |